# Hercules Dome
Der Hercules Dome ist ein großer Eisdom im westantarktischen Marie-Byrd-Land. Er ragt zwischen den Thiel Mountains und den Horlick Mountains aus dem Antarktischen Eisschild auf.
Der United States Geological Survey kartierte ihn anhand von Luftaufnahmen der United States Navy aus den Jahren von 1959 bis 1960. Seine Ausdehnung wurde mittels Sonarortung im Rahmen eines gemeinsamen Programms des Scott Polar Research Institute, der National Science Foundation und Dänemarks Technischer Universität zwischen 1967 und 1979 ermittelt. Namensgeber ist die Lockheed C-130 Hercules, die seit 1969 bei den Flügen dieses Programms im Einsatz war.